# Pieśni społecznej cztery stron
Pieśni społecznej cztery stron – poemat Cypriana Kamila Norwida z 1848 o tematyce społeczno-politycznej, którego kolejne części poruszają zagadnienia wolności, niewoli, własności i rzeczypospolitej. Utwór stanowi pierwszą część cyklu Pieśń społeczna.

## Okoliczności powstania utworu
Utwór powstał jako wynik rozmów rzymskich Norwida z Krasińskim, Orpiszewskim i zmartwychwstańcami, z drugiej zaś strony jako polemika z Adamem Mickiewiczem na sejmiku emigracyjnym w Rzymie, w dniu 27 marca 1848. Autor opatrzył poemat datą: 1848, nie wiadomo jednak w której połowie roku został on napisany. Zenon Przesmycki opowiadał się za pierwszą połową, J. W. Gomulicki za drugą połową roku, po powrocie poety z podróży po Morzu Śródziemnym.
Starania o wydrukowanie utworu podjął Norwid dopiero w 1849, przesyłając rękopis swemu serdecznemu, choć już śmiertelnie choremu, przyjacielowi, Włodzimierzowi Łubieńskiemu. Łubieński, który nie był w stanie zająć się tym poleceniem, przesłał wczesną jesienią 1849 rękopis wraz z sumą potrzebną na jego wydanie Janowi Koźmianowi do Poznania. Koźmian przekazał rękopis księgarzowi poznańskiemu Walentemu Stefańskiemu, pozbawił go jednak przedmowy, czego Norwid nigdy mu nie darował.

## Tytuł
Tytuł utworu stwarza trudności interpretacyjne, nie wiadomo bowiem czy zawarte w nim cztery strony oznaczają cztery karty rękopisu czy raczej cztery aspekty poematu, na co mogą wskazywać cztery rozdziały Pieśni. Wreszcie istnieje możliwość, że Norwid miał w istocie na myśli cztery struny, które często zapisywał jako strony bądź stróny. Może na to wskazywać dopisek poety na karcie tytułowej Promethidiona: Przez Autora Pieśni społecznej czterech strón.
Motto: Jeśli że cię zapomnę o Jerozalemie! niech zapomni siebie sama prawica moja pochodzi z Psalmu 137 w tłumaczeniu Biblii Gdańskiej.

## Prolog
Poemat został poprzedzony prologiem, napisanym pomiędzy marcem a pierwszą połową czerwca 1848, zatytułowanym Wigilia. Utwór został wydrukowany jako druk ulotny w 1848 lub 1849. Pozostaje on również w nurcie dyskusji prowadzonych w Rzymie z Krasińskim, Orpiszewskim i zmartwychwstańcami. Pisząc go poeta nie myślał jeszcze o przyszłej Pieśni społecznej albo myślał bardzo mglisto. Dopiero w 1850, wyliczając we wstępie do Psalmów-psalmu poszczególne jej części, wyraźnie nazwał Wigilię prologiem do tego cyklu. Tytuł prologu oznacza przedjutrze (dzień poprzedzający, przedświt, przeddzień), ale także czuwanie (łac.: vigilia: czuwanie, straż). Motto: Tedy go opuścił diabeł – a oto Aniołowie przystąpili i służyli mu pochodzi z Ewangelii ś. Mateusza 4,11 w tłumaczeniu Biblii Gdańskiej.

## Treść

### Wigilia

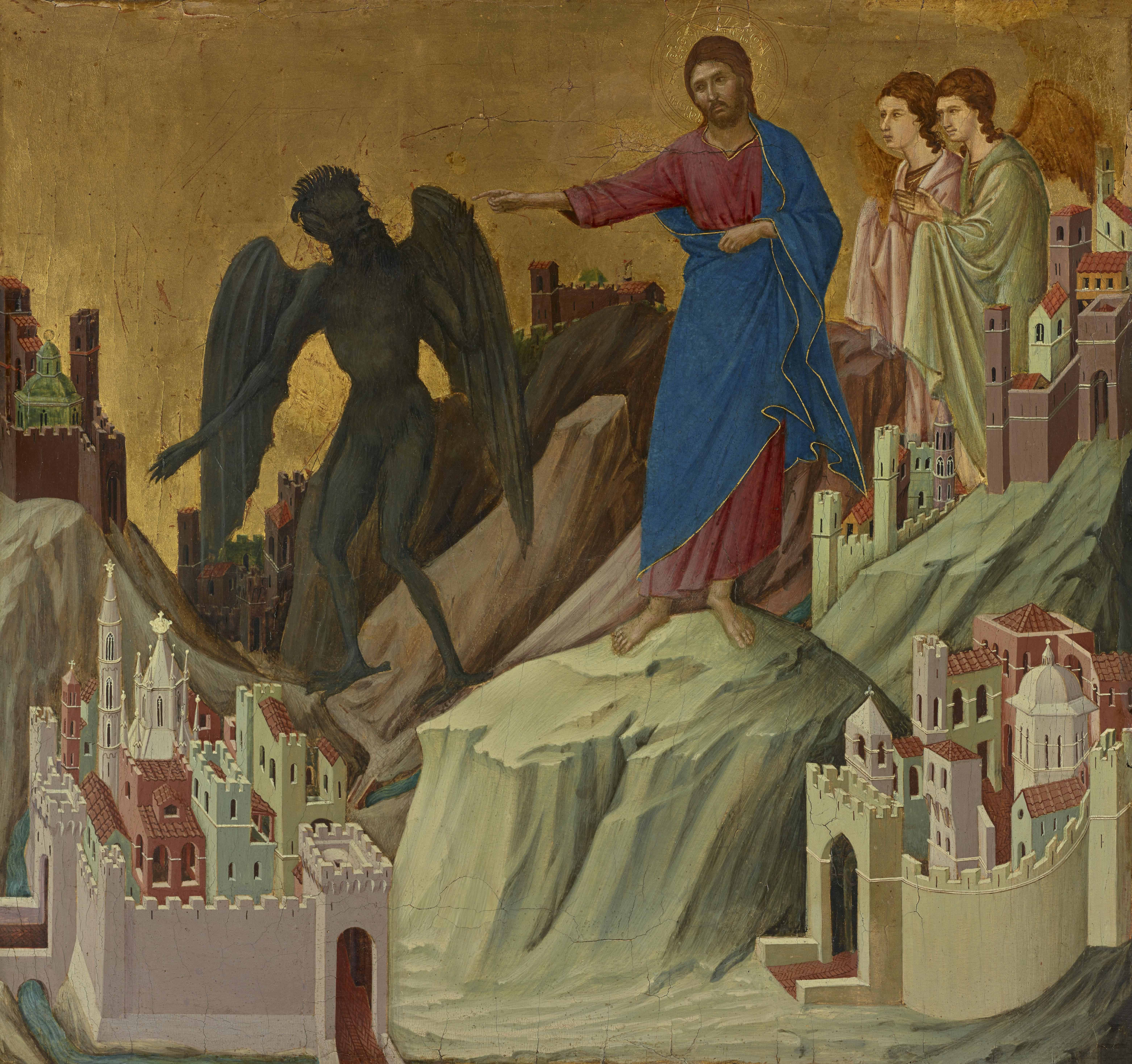
Kuszenie na górze. Duccio.

Prolog składa się z czterech części, rozpoczynających się tym samym zdaniem: Za odległe gdzieś rzeczy / Dziś – włosienie kaleczy. Jakie będzie jutro, wie tylko Bóg. Ale dziś zakryło oblicze i pości a pości. Tymczasem zjawia się szatan i namawia: nie pość już więcej. Idź precz duchu nieczysty – mówi kuszony – znam cię, zwiesz się Zyskiem. Szatan powraca i kusi: jeśli czekasz na Anioła jutra, płyń ku niemu. Lecz i teraz jego oponent odpowiada odmownie: nie pysznimy się cudami, jutro będzie takie jak się Bogu podoba, dla nas cudem jest, że znosimy trudy. Szatan przychodzi po raz trzeci. Wrzeszczy: czy jego rozmówca widzi jutro, obiecuje oddać połowę globu, jeśli przeproszą i padną mu do kolan. Kuszony odgania go krzyżem, zapowiadając, że nadchodzi z mocą Pański żołnierz.

### Wolność, równość, braterstwo
Pieśń, która ogarnia wszystko, zrodzi nowy lud, przeniknie kraty Cytadeli. Zadziwią się myśliciele jej skromnością, car Mikołaj jej lotem. Wstrząśnie popiołami i powstanie wielu nieśmiertelnych z szablami. Jedni z przeszłości – słudzy króla Jegomości, drudzy z przyszłości – słudzy Polski, królowej. Nieważne jak kto kocha, równie dobry jest pług jak i socha, jeśli dobrze orze. Niech szydzą sobie mędrcy zza morza z przywracania dawnych porządków, ich drwiny nie są warte psiej smyczy. Słudzy cnoty i mądrości doczekają oczyszczenia z śladów niewoli, również przychodzącej z Zachodu, gdzie ponoć jest wolność, a ludzie mrą z głodu. Wolność w Polsce będzie inna, nie złota szlachecka, ani słomiana gminna, nie słowiańsko-tatarska, ani taka co śni o gilotynie. Będzie to wolność z dobrej woli. Każdy Polak będzie tworzył dla narodu, doskonaląc siebie, albo przez naród, ocalając go, dla jego członków. 
Poprzez cel, do którego dąży, Polska jest nieskończona, więc są to tylko dwa ramiona orła-krzyża, który z roli (ziemi) sięga nieba. Przez rolę działa wiara – ziarno w nią rzucone wschodzi dzięki mocy Bożej. Poprzez życie działa umiejętność, bogata w nadzieję. Zaś przez miłość – stróże narodu, którzy nie są ani z roli, ani z soli, ale z korony cierniowej. Tylko przez wiarę w Boga jest możliwa równość Jego synów. Tylko przez miłość prowadzi droga do braterstwa czynów. A przez chrześcijańską moc nadziei zdobywa się wolność. Wolność bowiem jest nadzieją: zawsze w oddali, rozdarta pomiędzy ja i nie-ja. Nie jest dziewicą, jak marzy młodzieniec, ani pokutnicą, jest to wszech-użycie wszechpotęgi bytu. I jak słońce jest osiągalne przez kwiat, który wyrasta pod działaniem jego promieni, tak i wolność – duchowe słońce – przez kwiaty bezpieczeństwa jest wieńcem narodowym, przez ich woń – modlitwą-nauki, a przez piękność – arcy-stylem sztuki. 

### Niewola
Jeśli tylko wolność ozłoci swym promieniem pole, zaraz tym jaskrawiej odetnie się cieniem niewola. Nie ma woli bez nie-woli. Wszyscy cierpią nad ich zespoleniem w sumieniu lub w ciele. Ludzkość powinna je rozdzielić za pomocą prawa. Żaden Polak nie powinien być karany śmiercią. Ale kto jest mordercą świętych praw, sam traci świętość. Powraca do niewoli, przykuty do roli jak chłop carski. Tak że w Polsce wolnej carstwo musi pójść w niewolę.

### Własność
Własność nie jest posiadaniem, lecz społecznym używaniem tego co w nas żyje. Bo i car Mikołaj posiada Litwę i Koronę, a jednak coś nam mówi, że to kradzione. Strzeże on posiadaczy praw, wiesza komunistów i rozgrzesza się z tego, co sam zabierze. Własność jest niewinna z urodzenia, posiadanie może się takim stać. Każdy Polak, jeśli co utworzy z łaski Bożej, to ma to z użycia. Jeżeli dobrze ma – działa przez mienie. Inni działają, dając w pocie czoła swój czas. Niech więc ten który ma mienie, wpływa zgodnie z sumieniem na ogniwa czasu. Bo gdy nastaną złe czasy, wszyscy będą winni, ale powstaną głodni. I zadziwią się właściciele, że ludzie pochyli odważyli się stanąć jako mściciele ojczyzny. A oni zadziwieni obojętnością tamtych wpadną na majątki i podniesie się gwałt, jakiego nie było. Nie ma mienia bez sumienia. Na każdej posiadłości ciąży dług rozwijania wolności w narodzie. 
Każdy ma taką własność, że pragnie posiadania i ugania się albo za pracą albo za ziemią. Kto ma ziemię, niech ją uwrażliwia na ludzi. Kto posiada jak gdyby nie posiadał, jest większy od tego, który służy tylko za miskę strawy. Ale i taki co nie może służyć innym majątkiem, może służyć - poświęceniem. Tworzy wówczas umiejętność niedbającą o majętność, pełną nadziei. Własność jest niewinna sama z siebie. Nie jest jednak tego świadoma. Kiedy powstaje z umiejętności ludzkiej, wie o sobie, grozi jej wówczas autodestrukcja, jeśli ulegnie żądzy i szaleństwu. Posiadanie niszczy natomiast usypiające poczucie bezpieczeństwa. Tylko u Boga, wiecznych praw artysty, wszystko rządzi się nadzmysłowym ładem. Lilia w bieli nie zazdrości książęcych barw tulipanom, ani wielkości dębowi. 

### Rzecz-pospolita
Co u zwierząt jest umiejętnością u ludzi bywa wadą, co dla ciebie czymś pospolitym dla mnie jest osobliwością. Rzeczy pospolite różnią się jak światy. Wszędzie różne rzeczy: ziemię, ludzi – łączy się w stosunki. Pokrewieństwo tych stosunków to właśnie rzecz-pospolita. Nie spisek, sprzysiężenie, ani nowa partia tylko wielo-sumienie. Tylko rząd jest sprawiedliwością, taki który karze nieprawość, gani nieuczciwość, szanuje ołtarze. Jest on wieńcem oliwnym i przedziwnym naczyniem dla rzecz-pospolitej. Bo sama rzecz-pospolita jest miłością, niby to ubogą, nie jakimś krojem czy chorągiewką albo piosnką, to cała pieśń nie mająca końca. Dlatego łączy w różne odcienie do jednego wszech-sumienia światów. W niej nie giną nawet słowa i czyny zmarłych. Przeszłość tam płynie z przeszłością. I tylko rząd despotyczny, co w jedną duszę próbuje wcisnąć różnorodny prąd miłości jest katuszą i musi runąć, a swąd się rozejdzie po jego trumnie. Tak przejdzie czas nierządu, który ma tylko sprawdzić czy miłość zbliża się do dojrzałości.
Rzecz-pospolita, panowie, to nie nierządnica, lecz anielica w gwieździstym złotogłowiu. Nie uchyli swej tiary przed monarchami i mocarzami. Kaci i szalbierze – złodzieje wolności, padną jej do stóp, a ona zdepce swą nogą węże i zabłyśnie przed Panem w miłości. Poeta zwraca się do Pana tłumacząc się z ubogich szat, w jakie odział swe pieśni. Znał wielu wierniejszych mu, którzy lali krew i łzy w katowniach i w Cytadeli. Prosi, by Bóg zesłał tworzącego ducha. Niech przeciwnik nie ucztuje i nie rozwiesza zwycięskich chorągwi, niech ustaną swary pomiędzy rodzeństwem. Prosi o tworzącego ducha, dla świata, co wypadł z torów, od którego zmięknie głaz, zakwitną topory, a wszyscy psalmami i motylami wyfruną z mrowiska. I nadejdzie chwała Boga.